# Urahalna cista
Urahalna cista je skup tkiva i tečnosti  u obliku vrećica ispunjena tečnošću, između mokraćne bešike i pupka (umbilicus). Nastaje u majčinoj materici, u strukturi koja je normalno prisutna u fetusu, koja odvodi mokraću iz tela fetusa, ako se ona ne zatvori pre rođenja.  U slučaju da do toga ne dođe može nastati urahalna cista ili urahalni sinus.
Većina pacijenata ceo život može udobno živeti sa urahalnom cistom, a da toga nisu svesni, jer obično ne uzrokuju nikakve probleme. Međutim, drenaža tečnosti iz ciste može uzrokovati nelagodnost ili druge simptome, poput infekcije, koja  bez lečenja, inficirane ciste može uzrokovati ozbiljne zdravstvene komplikacije.

## Etiopatogeneza
Cista se formira u ostacima urahusa, u majčinoj materici, kada je bešika povezana sa pupčanikom preko male cevi koja se zove urahus. Preko urahusa se odvodi mokraća iz tela fetusa, i nakon rođenja on se zatvara.  U slučaju da do toga ne dođe može nastati ova cista.   
U prvom tromesečju trudnoće, urahus je kanal između bešike fetusa i pupčane vrpce koji omogućava mokraći da otiče iz fetusa.  
Do trećeg tromjesečja, urahalni kanal se zatvara i postaje medijalni pupčani ligament. Ako struktura ostane otvorena, može doći do urahalne ciste.
Urahalne abnormalnosti su neuobičajene i obično se otkriju slučajno tokom skeniranja i obdukcije. Dvostruko je veća vjerovatnoća da će se naći kod muškaraca nego kod žena.
Tačan uzrok urahalnih abnormalnosti nije poznat, ali je vjerovatno da mnogi faktori doprinose njihovom razvoju.
Urahalne ciste su kongenitalno stanje (prisutno pri rođenju), tako da može postojati genetska komponenta. Neka istraživanja su također sugerirala da ciste nastaju zbog nepotpunog razvoja urahalnog područja.
Nekoliko vrsta urahalnih abnormalnosti može uzrokovati simptome nakon rođenja, uključujući:
- Patentirani urahus (preostala veza između mjehura i pupka)
- Urahalni sinus (nastaje kada se veza između pupka i ostatka trbušnog područja ne zatvori)
- Divertikulum (nedostatak zatvaranja između pupka i mokraćne bešike)

Bilo koja vrsta urahalnog defekta može se inficirati. Infekcije urahalne ciste najčešće se javljaju kod djece u dobi od 2 do 4 godine.
Urahalne abnormalnosti ne izazivaju nužno simptome niti zahtevaju lečenje. U mnogim slučajevima ostaju neprimećeni godinama i nikada ne uzrokuju probleme.

## Klinička slika
Osoba koja  imate urahalnu cistu , ne znači da će  imati simptome. Urahalne ciste ili apscesi obično će uzrokovati simptome samo ako se inficiraju.
Simptomi inficirane urahalne ciste uključuju:
- Abdominalni bol
- Crvenilo i otok trbuha
- Povišena temperatura, malaksalost
- Bol ili peckanje pri mokrenju
- Česte infekcije urinarnog trakta
- Krv u urinu
- Retko, može se iz ciste kroz pupak cediti mokraća.
- Kod novorođenčadi, drenaža je obično uzrokovana problemom u šupljini koja povezuje mokraćnu bešiku i pupak (urahalni sinus) i može dovesti do lošeg zarastanja pupčane vrpce nakon rođenja.[8]

Drenaža iz urahalne ciste uzrokuje stalno vlažan pupak, sa žutom tečnošću koja dolazi iz stabljike trbušnog nabora. Ako se ne čisti često, može doći do crvenila kože i neugodnog mirisa.
Ako imate simptome inficirane urahalne ciste, morat ćete biti pregledani od strane medicinskog stručnjaka. Bez liječenja, inficirane ciste mogu uzrokovati ozbiljne zdravstvene komplikacije.

## Dijagnoza
Prisutnost urahalne ciste potvrđuje se tehnikama snimanja kao što su ultrazvuk , magnetna rezonanca (MRI) i kompjuterska tomografija (CT). Ovi pregledi omogućavaju da se utvrdi da li je cista prisutna i problematična.

## Terapija
Pacijenti sa cistom koja ne uzrokuje simptome, ne moraju poduzimati nikakve posebne radnje. Lečenje se spprovi samo ako se cista inficira.
U ovom slučaju su neophodni antibiotici . Većina infekcija urahalne ciste može se lečiti lijekovima koji se uzimaju na usta (oralni antibiotici). Međutim, ako je infekcija ozbiljna, antibiotici se moraju davati kroz venu na ruci (intravenozno).
Ponekad se inficirana urahalna cista mora hirurški ukloniti. Operacija se može preporučiti ako cista uzrokuje preterano dreniranje, iritaciju, nelagodnost i/ili ponovljene infekcije.
Uklanjanje urahalne ciste sprečava buduće infekcije i smanjuje rizik od raka urahalne šupljine (redak rak mokraćne bešike).
Slično, dreniranju urahalnog sinus urahalna cista se može ukloniti i zatvoriti  kroz mali rez na pupku ili laparoskopskom operacijom.
Retki su slučajevi u kojima su se urahalne abnormalnosti spontano povukle bez lečenja.

## Literatura
- Baradaran N, Stec A, Gearhart J. Urachal Anomalies And Congenital Diverticulum. Cancer Therapy Advisor.
- Genetic And Rare Diseases Information Center (GARD). Urachal Cyst. National Institutes of Health, National Center for Advancing Translational Medicine.
- Hassan S, Koshy J, Sidlow R, Leader H, Horowitz M (2017). „To excise or not to excise infected urachal cysts: A case report and review of the literature”. Journal of Pediatric Surgery Case Reports. 22: 35—38. doi:10.1016/j.epsc.2017.05.003..
- Parada Villavicencio C, Adam SZ, Nikolaidis P, Yaghmai V, Miller FH (2016). „Imaging of the Urachus: Anomalies, Complications, and Mimics”. RadioGraphics. 36 (7): 2049—2063. doi:10.1148/rg.2016160062..

## Spoljašnje veze
|  | Molimo Vas, obratite pažnju na važno upozorenje u vezi sa temama iz oblasti medicine (zdravlja). |